# Dorfstraße 5 (Unholzing)

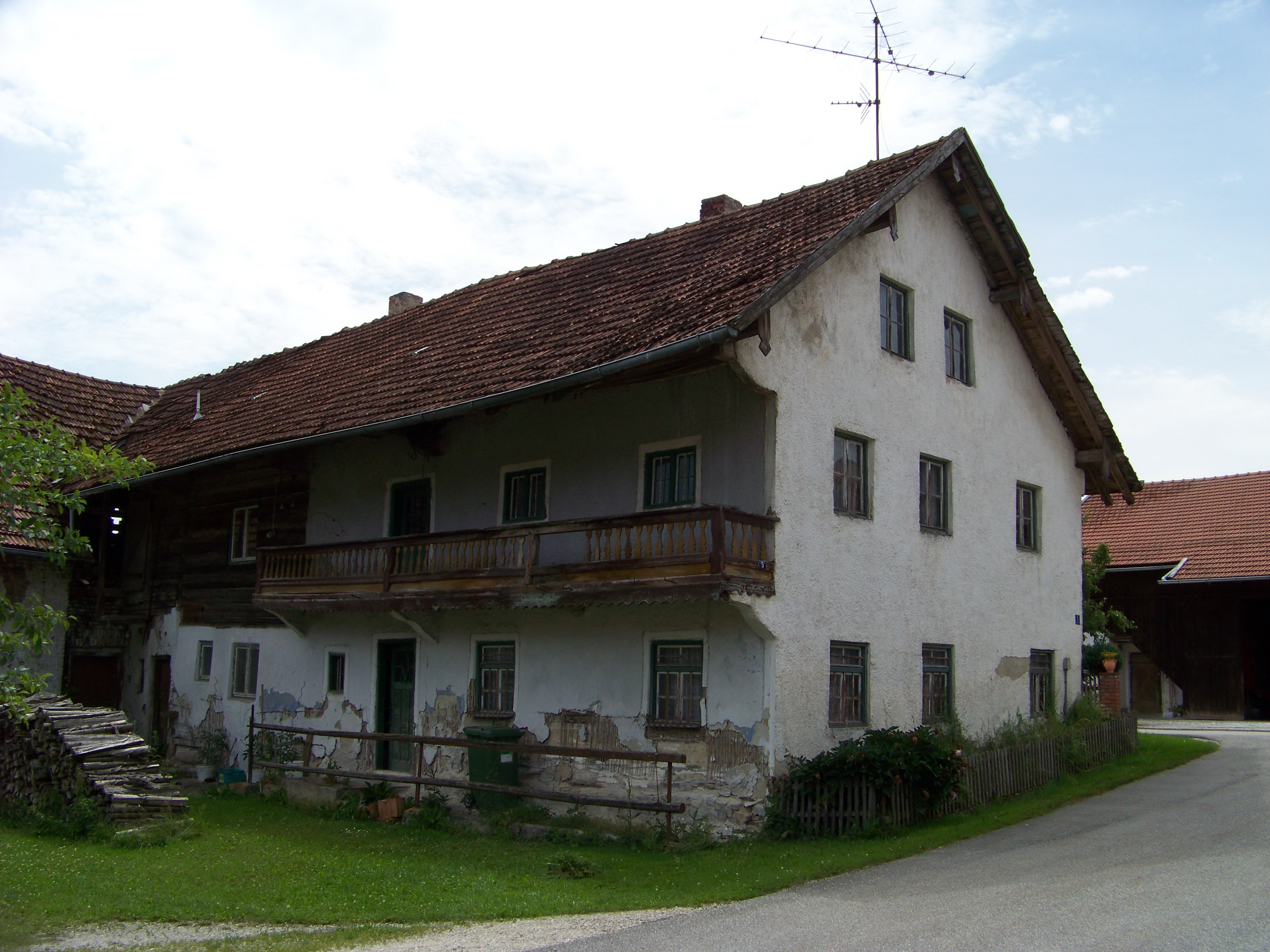
Haus Dorfstraße 5 in Unholzing

Das Gebäude Dorfstraße 5 in Unholzing, einem Gemeindeteil von Postau im niederbayerischen Landkreis Landshut, wurde im 19. Jahrhundert errichtet. Das ehemalige Wohnstallhaus war ein geschütztes Baudenkmal.
Der zweigeschossige Satteldachbau mit Blockbau-Obergeschoss mit Traufschrot stand in der Ortsmitte gegenüber der Dorfkirche. Das Gebäude wurde bereits abgerissen.